# Вишневский, Николай Францевич
Николай Францевич Вишневский (1802?—1881) — генерал-лейтенант Русской императорской армии.

## Биография
Происходил из дворян Казанской губернии. Родился в семье Франца Даниловича Вишневского, по сведениям родословной книги, 5 (17) декабря 1802 года. Однако Московский некрополь сообщает, что он умер летом 1881 года в возрасте 82 лет.
В службу вступил юнкером в 28-й Егерский полк 22 января 1818 года; 29 апреля 1820 года произведён в прапорщики.
Участвовал в турецком походе 1828-1829 гг.; награждён орденом Св. Анны 3-й степени с бантом (21.08.1828) и орденом Св. Владимира 4-й степени с бантом. Также участвовал в усмирении польского восстания. Был пограничным начальником в области Сибирских киргизов. Позднее командовал отрядами Русской армии в неудачном походе на полуостров Камал, организованный для подавления восстания Кенесары Касымова. Участвовал в обороне Севастополя. Командовал резервной дивизией 4-го пехотного корпуса; затем был начальником 17-й пехотной дивизии. С 1845 года — генерал-майор; с 6 декабря 1853 года — генерал-лейтенант.
За выслугу лет 11 декабря 1840 года получил орден Св. Георгия 4-й степени. Также он был награждён орденами: Св. Владимира 3-й ст. (1843), Св. Станислава 1-й ст. (1849) и Св. Анны 2-й (1831) и 1-й ст. (1851). В 1846 году получил знак отличия беспорочной службы за XXV лет, в 1857 году — императорскую корону к ордену Св. Анны. В пожизненном запасе с 1860 года.
Скончался 29 июня (11 июля) 1881 года. Похоронен с женой, Александрой Петровной (23.04.1814—19.07.1872), на Ваганьковском кладбище. Их дети: Елизавета, Николай, Александр (1843 — не ранее 1903), Николай.